# Веліпоя
Веліпоя (алб. Velipojë) — село, розташоване в області Шкодер в північнозахідній Албанії. Населення, станом на 2011 складало 5,031 осіб.
Веліпоя розташоване в гирлі річки Буна, де вона впадає в Адріатичне море і утворює природний кордон з Чорногорією. Комуне, адміністративна одиниця, Веліпоя має населення близько 10 000, а найбільшим містом виступає Веліпоя. Економіка базується на сільському господарстві (орна земля, худоба і велика рогата худоба), риболовлі та головним чином на туризмі. Рельєф значною мірою незайманий: суміш морського берега, гирла річки Буна, густих соснових лісів, сільськогосподарських угідь і високих гір. На території розташований заповідник. Район є основним місцем спостереження за птахами, рибами. Довгий піщаний пляж набережної є найпопулярнішим місцем влітку.
Останніми роками декілька проєктів по екологічному туризмі були успішно впроваджені на території району. Також є перспективи розвитку рибництва. Місцевість має багато невеликих готелів та гостьових будиночків. У селі є магазин, де місцеві фермери продають свою продукцію. У комуні знаходиться дитсадок, який спонсорується церквою, декілька початкових шкіл, дві середні школи і одна гімназія. Також існує маленький театр та місцева футбольна команда.
Історично, бідна територія, як і решта країни, була схильна до еміграції. Тільки нещодавно Веліпоя почала розвивати туристичний напрямок, підтримуваний місцевими мешканцями.